# Oksana Dyka
Oksana Dyka (en ukrainien : Дика Оксана Володимирівна), née le 16 juin 1978 à Bouky dans l'Oblast de Jytomyr est une soprano ukrainienne.

## Biographie
Nina Matvienko est née le 10 octobre 1947 en Ukraine alors sous le régime soviétique. Elle a fait ses études au Académie de musique Tchaïkovski de Kiev d'où elle sortait diplômée en 2004 et de 2003 à 2007 elle était la soliste de l'Opéra national d'Ukraine. Elle remportait le Concours International de Marseille en 2003 et jouait dans Tosca en 2005 à Montpellier, Desmonda dans Otello (Verdi), Madame Butterfly à Brisbane. En 2023 dans Turandot au Théâtre San Carlo de Naples.